# Auchy-lès-Hesdin
Auchy-lès-Hesdin är en kommun i departementet Pas-de-Calais i regionen Hauts-de-France i norra Frankrike. Kommunen ligger i kantonen Le Parcq som tillhör arrondissementet Montreuil. År 2022 hade Auchy-lès-Hesdin 1 517 invånare.

## Befolkningsutveckling
Antalet invånare i kommunen Auchy-lès-Hesdin
| Referens: INSEE |